# Paranchistus ornatus
Paranchistus ornatus är en kräftdjursart som beskrevs av Lipke Bijdeley Holthuis 1952. Paranchistus ornatus ingår i släktet Paranchistus och familjen Palaemonidae. Inga underarter finns listade i Catalogue of Life.